# 명청 전쟁

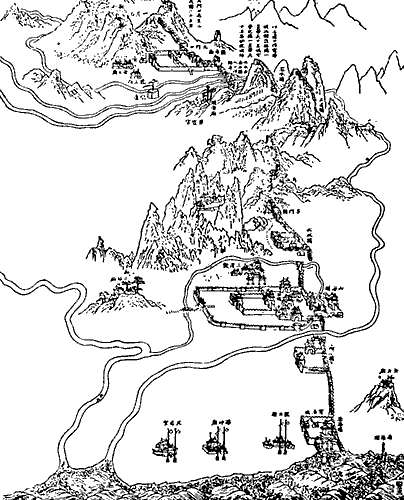

명청 전쟁(明清戰爭)은 17세기 중국 대륙의 패권을 두고 명나라와 청나라 사이에서 벌어진 전쟁이다. 이 시기를 가리켜 명말 청초(明末淸初)나 명청 교체기(明淸交替期)라고도 한다.

## 배경
당시 만주 지방에 살던 유목 민족인 만주족은 여진족이라 불리는 종족으로 이웃 국가인 명나라나 조선에서는 오랑캐라 천대받으며 무시받던 종족이었고 여러 부족으로 분열되어 있었다. 그러나 만주족은 16세기 말 임진왜란과 명나라의 쇠퇴를 틈타 성장하게 된다.
1588년 여진족 지도자 누르하치가 건주 여진을 통일하고 명나라는 1590년 여진족을 토벌하려 했으나 실패했고 뒤이어 3차에 걸쳐 22만 명에 달하는 병력을 무리하게 파병하는 바람에 국고가 바닥났다. 또 당시 명나라 황제였던 만력제는 매우 부패한 황제였다.

## 전쟁 과정

### 준비
누르하치는 1616년 드디어 여진족을 완전히 통일하고 금나라를 잇는다는 뜻에서 국호를 금이라 정했으며, 팔기군을 편성, 문자와 글도 독자적으로 완성했다.

### 전쟁 발발
1618년 4월 1만 명의 후금군이 명나라 푸순성을 공격하면서 전쟁이 시작되었다. 후금군은 푸순성 전투에서 성주 이영방의 항복을 받아내며, 쉽게 성을 함락시켰으며, 뒤이어 장승음이 이끄는 1만 명의 명나라 구원병까지 무찔렀다.
1618년 5월에는 무안과 백가충 등 명나라 11개 성을 함락시키고 7월에는 청하성 전투에서 8000명의 명나라군을 무찔렀다.

### 사르후 전투
다급해진 명나라는 조선에 구원병을 요청했고 광해군은 강홍립과 김응하에게 1만 3000명의 군대를 내어주었다. 또한 명나라는 누르하치에게 적대적인 여진 부족이었던 예허에게도 도움을 요청했고 그 결과 명나라군 8만 8000명, 조선군 1만 5000명, 예허군 2000명이 사르후에 집결했고 그 규모가 10만 명에 달했다. 요동총독 왕가수, 요동순무 주영춘, 순안어사 진왕정이 작전을 검토해 4개 부대로 나누어서 누르하치의 후금군을 공격했다.
명나라와 금의 운명을 결정짓는 대전투가 사르후에서 벌어졌다. 전투의 결과는 참혹했다. 명나라군과 여허군은 완전히 대패했고 조선군도 많은 피해를 냈다. 김응하 장군이 전사하였고, 강홍립은 남은 군대를 이끌고 금에게 항복하였으며 양원과 이여백은 후퇴하였고 4개 부대 중 3개 부대가 격파당했다.
명나라 공식 발표한 피해는 유정 등 314명의 장수가 전사, 약 4만 5870명의 군사가 전사하고, 말 2만 8400필을 잃었으며, 무기 손실은 셀 수도 없었다고 한다. 4만 명의 군사만 살아돌아온 것이었다. 물론, 후에도 명의 엄청난 저력으로 인해 많은 전투를 벌였으나 이 전투로 대략적인 판세가 금으로 기울기 시작했다.

## 밀리는 명나라
그 때 명나라 안에서도 혼란스러웠다. 1620년 만력제가 죽고 태창제 즉위했으나 몇 달 뒤 신하에 의해 독살당해 천계제가 즉위했다.
1621년 3월 금은 명나라군을 요동에서 완전히 몰아내고 선양을 점령했으며, 수도를 선양으로 옮겼다. 1621년 5월에 선양이 점령되자 모문룡이 군대를 이끌고 금군을 대상으로 유격전 등을 시행하며 많은 피해를 입혔다.

### 누르하치의 죽음과 조선 침공
1626년 누르하치는 명나라 장수 원숭환이 지키던 영원성을 공격했다. 그러나 이 성에는 최신 대포인 홍이포가 설치되어있었고 이를 모르던 금은 돌격전술로 일관하였으며 많은 병력차에도 불구하고 패배하고 누르하치도 부상을 입었다. 일설에 따르면 누르하치는 이 전투에서 포격으로 인한 부상으로 그 해 여름 죽었다고 한다.
하지만 그 뒤를 이어 아들 홍타이지가 즉위했다. 1627년 홍타이지는 명과의 전쟁을 잠시 미루고 3만 5000명의 군대를 이끌고 조선을 침공했는데 이것이 바로 정묘호란이다. 금은 1629년 명나라에 붙어 저항하던 내몽골 차하르 추장 임단한까지 격파하고 완전한 만주 지배권을 확보한다.
1633년에 명나라 장수 공유덕과 경중명이 군사 1만 4000명을 이끌고 반란을 일으켜 금군에 투항하였다.
그러나 1636년 홍타이지는 국호는 청나라로 바꾸고 12만 8000명의 군대를 이끌고 다시 조선을 공격했는데 이것이 병자호란이다. 이 전쟁에서 홍타이지는 조선왕 인조의 항복을 받아냈다.

### 홍타이지의 죽음
홍타이지의 동생 도르곤은 밀운성을 돌파하고 계속 남하하여 50성을 공략하고 8성을 항복시켰으며 46만 명을 포로로 잡았다. 그러나 북경의 관문인 산해관이 난공불락 요새라 더 이상은 남하하지 못하고 대신 1640년 금주성을 포위했다.
이에 명의 군대가 금주성을 구하려 홍승주와 오삼계 등이 송산성에 집결했으나 청군의 대공격으로 크게 패해 명군 5만 4000명이 섬멸당하고 송산성과 금주성은 물론 산해관 외성도 함락당했다.
홍타이지 1643년 뇌출혈로 사망하고 후계자 문제를 논의했는데 동생 도르곤이 가장 적합한 인물이었으나 도르곤은 순치제에게 자리를 양보해 순치제가 즉위했다.
당시 명나라 황제 숭정제는 폭력적인 황제로 신하들을 맘대로 죽였고 1630년 8월에는 모문룡을 죽였던 원숭환을 처형했다.

### 이자성의 난과 명나라의 멸망
점점 국력이 약해지던 명나라는 1644년 청나라의 공격이 아닌 내부 반란으로 인해 급속도로 쇠락한다.
바로 이자성의 난으로 반란을 일으킨 이자성은 시안, 개봉, 낙양을 점령하고 뒤이어 북경에 입성해 스스로 황제를 칭하였다.
숭정제는 도망쳐 황후와 딸을 죽이고 메이산 산에서 자살했다. 그때 청나라는 산해관에서 오삼계의 50만 명나라군 때문에 진격을 주저하고 있었는데 이자성의 난을 들은 오삼계가 청나라에 투항하고 연합해 오삼계의 정병 4만 명을 포함한 18만 명의 도르곤 군대가 이자성을 격파하고 윈난성 왕이 된다.
중국 북부 후베이성으로 도망갔던 이자성은 1645년 그곳 주민에 의해 죽임을 당했다. 이로써 청나라가 중국 대륙을 대부분 장악했다.

## 명나라 부흥 운동
명나라가 멸망한 후에도 1644년 홍광제가 난징에서 사가법 등에 의해 옹립되어 남명으로 이어져 청나라에 대한 대립과 저항을 계속했으며 뒤이어 정지룡 등에 의해 2대 황제 융무제가 올라 각지에서 농민들을 중심으로 한 의군이 일어났다.
타이완에서는 융무제를 옹립했던 정지룡의 아들 정성공이 정씨 왕국이 일어서 명나라 부흥을 일으켰고, 1673년에는 투항했던 옛 명나라의 장수 오삼계가 상가희, 경계무와 함께 윈난성, 정남성, 푸젠성에서 삼번의 난을 일으켰다.
그러나 1662년 남명의 마지막 황제 영력제가 오삼계에 의해 살해당하고 1678년 오삼계는 병사했고 1681년 오삼계의 손자 오세번도 강희제 공격으로 패퇴하여 삼번의 난은 진압되었으며, 대만의 정씨왕국도 1683년 강희제에게 정복되었다.

## 연표

### 전쟁 전
- 1588년 : 누르하치가 건주 여진을 통일함.
- 1590년 : 명나라의 여진족 정벌이 실패함.
- 1592년~1593년 : 명나라가 임진왜란에 군대를 파병하여 국고가 바닥남.
- 1616년 : 누르하치가 전 여진족들을 통일하고 후금을 세움.

### 전쟁
- 1618년 4월 : 1만 명의 후금군이 푸순성을 공격해 함락시키고 이영방과 장승음을 무찌름.
- 1618년 5월 : 무안과 백가충 등 11개의 명나라 성들을 함락시킴.
- 1618년 7월 : 청하성 전투에서 8000명의 명군을 무찌름.
- 1619년 : 살이호 전투에서 명군 10만, 조선군 1만 2000명을 무찔러 만주 지배권을 확보함.
- 1620년 : 만력제 사망, 뒤이어 태창제가 즉위했으나 신하에게 독살당해 천계제가 즉위.
- 1621년 3월 : 후금군이 명군을 만주에서 완전히 몰아냄.
- 1621년 5월 : 선양을 점령하고 그곳을 수도로 삼음.
- 1623년 : 조선에서 인조반정으로 중립 정책을 펴던 광해군이 폐위되고 친명 정책을 펴는 인조가 즉위.
- 1626년 : 누르하치가 영원성 전투에서 원숭환의 공격으로 전사함. 그의 아들 홍타이지가 후금 황제로 즉위.
- 1627년 : 홍타이지가 3만 5000명의 군사를 이끌고 조선을 침공해 정묘호란을 일으킴.
- 1627년 : 태창제가 죽고 숭정제가 즉위함.
- 1629년 : 홍타이지가 내몽골 차하르 추장 임단한을 무찌름.
- 1629년 6월 : 원숭환이 모문룡을 살해함.
- 1629년 10월 : 기사의 변.
- 1630년 8월 : 숭정제가 원숭환을 처형함.
- 1633년 : 명나라 장수 공유덕과 경중명이 1만 4000명의 군사를 이끌고 투항해 반란을 일으킴.
- 1636년 : 홍타이지가 국호를 청나라로 바꿈.
- 1636년 12월 : 홍타이지가 12만 8000명의 군사를 이끌고 조선을 침공해 병자호란을 일으킴.
- 1637년 1월 : 남한산성에서 조선 왕 인조의 항복을 받아냄.
- 1640년 : 홍타이지의 동생 도르곤이 58개 성을 함락시키고 46만 명을 포로로 잡았으며 금주성을 포위함.
- 1640년 : 송산성 전투에서 홍승주와 명군 5만 4000명을 무찌르고 금주성과 산해관 외성이 함락됨.
- 1643년 : 홍타이지가 죽고 순치제가 청나라 황제로 즉위.
- 1644년 : 이자성의 난으로 북경이 함락당해 숭정제가 자살하고 명나라가 멸망함.
- 1644년 : 오삼계와 50만 명군이 산해관에서 투항하고 도르곤이 18만 정병으로 이자성의 난을 진압함.

### 전쟁 후
- 1644년 : 숭정제의 사촌 홍광제가 사가법 등의 추대로 난징에서 남명 정권을 설립.
- 1645년 : 이자성이 살해됨.
- 1645년 : 정지룡 등의 추대로 융무제가 2대 남명 황제로 즉위함.
- 1650년 : 청군이 경동과 구이린을 함락시켜 남명을 압박함.
- 1656년 : 청군이 주산 열도를 점령함.
- 1661년 : 순치제가 죽고 그의 아들 강희제가 즉위함.
- 1662년 : 오삼계가 남명의 마지막 황제 영력제를 살해하여 남명 정권이 멸망함.
- 1673년 : 오삼계, 상가희, 경계무가 윈난성, 정남성, 푸젠성에서 삼번의 난을 일으킴.
- 1678년 : 정경이 부하 유국헌을 시켜 해징을 점령하게 함.
- 1678년 : 오삼계가 죽고 그의 손자 오세번이 삼번의 난을 이끎.
- 1680년 : 유국헌이 하문과 금문, 해징을 공격한 청의 대군을 무찔렀으나 곧 철수함.
- 1681년 : 정경이 죽고 그의 아들 정극상이 3대 정씨 왕국 황제로 즉위함.
- 1681년 : 강희제의 대공격과 오세번의 자살로 삼번의 난이 진압됨.

## 같이 보기
- 청나라 치하 티베트